# Estrés térmico (ambiental)

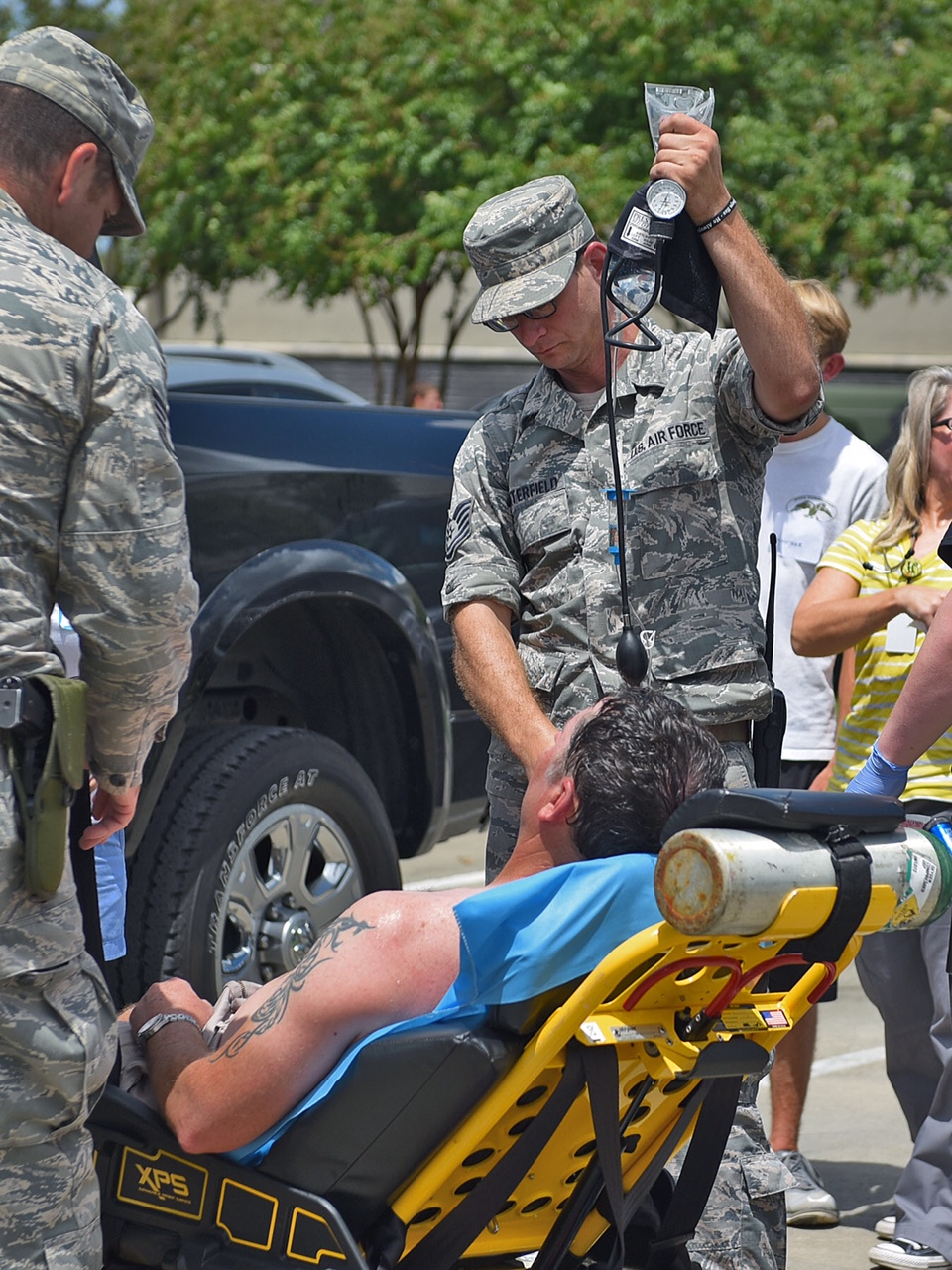
Una persona siendo atendida por estrés térmico, luego de las inundaciones en Luisiana en 2016.

El estrés térmico es la sensación de malestar que se experimenta cuando la permanencia en un ambiente determinado exige esfuerzos desmesurados a los mecanismos de que dispone el organismo para mantener la temperatura interna, mientras se efectúa el intercambio de agua y demás sustancias del cuerpo.
Los impactos del cambio climático incluyen el aumento de temperaturas. Las temperaturas elevadas ocasionan un aumento en las muertes por estrés térmico. Solamente en América Latina, se estima que hubo un aumento del 160% de muertes relacionadas con el estrés térmico en el período 2000-2021.

## Conceptos

### Confort higrotérmico
El confort térmico lo podemos definir como la sensación de bienestar que se experimenta cuando la permanencia en un ambiente determinado no exige esfuerzos desmesurados a los mecanismos de que dispone el organismo para mantener la temperatura interna en 37 °C.
Que nos encontremos térmicamente confortables depende de tres aspectos: de las condiciones ambientales, de la actividad física y del tipo de vestido que utilicemos.
El ambiente es capaz de influir en nuestra sensación de confort a través de cuatro variables: la temperatura del aire, la humedad del aire, la temperatura de las paredes y objetos que nos rodean y la velocidad del aire.
Cada una de estas variables puede modificarse de forma natural o artificial sin alterar ninguna de las restantes.

### Incomodidad
La principal condición para que una situación pueda resultar confortable es que satisfaga la ecuación del balance térmico, o lo que es lo mismo, es necesario que los mecanismos fisiológicos de la termorregulación sean capaces de llevar al organismo a una situación de equilibrio térmico entre la ganancia de calor y la eliminación del mismo.
Cuando esta situación no es posible y el ambiente es caluroso o frío nos encontraremos en una situación no confortable o de incomodidad, que dista mucho de ser una situación de estrés térmico.

### Estrés térmico
Es la causa de los diversos efectos patológicos que se producen cuando se acumula excesivo calor (estrés por calor) o se elimina excesivo calor (estrés por frío) en el cuerpo humano.
Entendemos por estrés térmico la presión que se ejerce sobre la persona al estar expuesta a temperaturas extremas y que a igualdad de valores de temperatura, humedad y velocidad del aire, presenta para cada persona una respuesta distinta dependiendo de la susceptibilidad del individuo y su aclimatación.
La evaluación de los índices de estrés térmico es compleja y corresponde a los Técnicos de Prevención de las otras especialidades su valoración.
- Riesgo de hipertermia
- Disconfort por calor
- Confort térmico
- Disconfort por frío
- Riesgo de hipotermia

#### Estrés térmico por calor
Cuando trabajamos expuestos a situaciones de calor excesivo, el trabajo puede resultar incómodo, o incluso generar riesgos para la salud y la seguridad del trabajador. Esta situación se agrava si no circula el aire y la humedad es alta. Por eso, la humedad relativa del aire debe estar entre el 45 y el 65 %.
Es asimismo importante, tener en cuenta el tiempo de trabajo expuesto al calor. Aun cuando la temperatura no sea muy elevada, el estar muchas horas expuesto, provocaría la acumulación de calor en cantidad peligrosa.
También intervienen agravando la situación, factores personales como el sobrepeso, la mala forma física, el estado de salud, la falta de aclimatación...etc.
Puede sobrevenir la muerte cuando se superen los 40 °C.

### Aclimatación
Una de las más características peculiaridades de la respuesta fisiológica del hombre ante la exposición al calor es la conocida como aclimatación. La aclimatación puede definirse como la disminución del coste fisiológico que implica una determinada exposición cuando esta se repite varios días sucesivos.
Durante la exposición al calor, la persona no aclimatada presenta una elevada temperatura rectal, alto ritmo cardíaco y baja perdida de sudor. En días sucesivos de exposición las funciones fisiológicas se modifican considerablemente por el proceso de aclimatación.
La aclimatación es un proceso complejo en el que participan el aparato circulatorio (aumentando el gasto cardíaco, elevando el volumen/latido, ya que se reduce la frecuencia cardíaca máxima), el sistema endocrino (aumenta la aldosterona para elevar la volemia, volumen de sangre y plasma circulante) y las glándulas sudoríparas que segregan más cantidad de sudor y con menos sodio. Todo esto ayuda a disipar el calor mediante la vasodilatación cutánea y la sudoración.
Este progresivo ajuste fisiológico, incrementando la duración de la exposición al calor, hace posible que una persona trabaje eficazmente bajo condiciones que serían insoportables previamente a la aclimatación.
La aclimatación se logra en períodos breves de 5 a 10 días, recomendándose que la exposición se limite a un tiempo de exposición del 50% del total durante el primer día, continuándose con incrementos diarios del 10% hasta alcanzar el sexto día el 100% de la exposición diaria.
Los efectos de la aclimatación se pierden tan fácilmente como se han logrado, después de un período de ausencia del trabajo (1-2 semanas), vacaciones, periodo de incapacidad (baja laboral) prolongado.
Otros parámetros que pueden tener incidencia sobre el proceso de aclimatación son la envergadura física y la edad de la persona. Resulta recomendable no exponer a condiciones extremas a las personas de menos de 50 kg y tampoco a personas con obesidad evidente que acostumbran a tener problemas cardiovasculares.
La edad también es un factor a tener en cuenta. La edad idónea de aclimatación se fija entre los 18 y los cuarenta años, motivado por las respuestas cardiovasculares altas (200 pulsaciones minuto), consumo de oxígeno(5 l/m) que con la edad se reduce sensiblemente.

## Trastornos relacionados con el calor

### Alteraciones cutáneas
La milaria o erupción por calor es la alteración cutánea más común asociada a la exposición al calor. Se produce cuando la obstrucción de los conductos sudoríparos impide que el sudor alcance la superficie cutánea y se evapore. El síndrome de retención del sudor aparece cuando la imposibilidad de eliminar el sudor afecta a toda la superficie corporal.

### Calambres térmicos
Son contracciones musculares involuntarias y dolorosas, que aparecen en los individuos que reponen el agua pero no el sodio perdido con el sudor. Aparece en personas sometidas a trabajos pesados a temperaturas elevadas. Los bajos niveles de sodio eleva la concentración de calcio en las fibras musculares produciendo la contracción muscular.

### Síncope por calor
Es una pérdida de conocimiento temporal como consecuencia de la reducción del riego cerebral. La vasodilatación cutánea y la hipovolemia por la sudoración profusa puede reducir la precarga al corazón hasta provocar hipotensión ortostática. Los vasos cutáneos se ven influenciados por la vasodilatación para favorecer la termólisis y por la vasoconstricción para mantener la tensión arterial, dominando en este caso la vasodilatación. Se instaurará un cuadro de debilidad, sed, náuseas, vómitos , sudoración piel fría y húmeda, hipotensión y taquicardia.

### Agotamiento por calor
Se produce como resultado de una deshidratación severa tras perderse una gran cantidad de sudor. Es una reacción sistémica secundaria a la depleción de agua y sales por sudoración profusa cuando esta no se repone adecuadamente. La pérdida de agua causa sed intensa y debilidad (cansancio), depleción de volumen (hipotensión, taquicardia) e hiperventilación. La pérdida de sal ocasiona calambres musculares, náuseas, vómitos, debilidad y también hipotensión y taquicardia.

### Golpe de calor
Es un cuadro clínico complejo caracterizado por una hipertermia incontrolada que causa importantes lesiones en los tejidos. Se produce un fracaso del sistema de enfriamiento, acumulándose calor en el organismo, elevándose la temperatura central por encima de los 41°, dañando las células. Cuando se supera la capacidad de termólisis, se desnaturalizan las proteínas y surgen lesiones que pueden llegar a la citólisis o muerte celular. El aumento de temperatura aumenta el metabolismo con lo que se establece un círculo vicioso, aumentando de un 10 a un 15% por cada grado que se eleva la temperatura.

## Riesgos para la salud
El exceso de calor corporal puede ser causa de que:
- Aumente la probabilidad de que se produzca un accidente de trabajo.
- Se agraven dolencias previas (enfermedades respiratorias, cardiovasculares, diabetes....)
- Se produzcan una serie de enfermedades o cuadros relacionados directamente con el calor (erupción cutánea, deshidratación, calambres, agotamiento.....

## Signos derivados del estrés térmico por calor
- Hipertermia.
- Vasodilatación.
- Activación de las glándulas sudoríparas.
- Aumento de la circulación periférica.
- Cambio electrolítico del sudor: perdida de NaCl.
- Trastornos psíquicos.

## Trabajo y estrés térmico por calor
Evaluaremos el riesgo de Estrés Térmico por calor
En lugares cerrados o semicerrados.
- Donde el calor y la humedad sean elevados.

- Donde se realiza actividad física intensa.

- Donde se utilicen equipo de protección individual.

1. Fundiciones
2. Panaderías
3. Caerías
4. Lavanderías
5. Hornos
6. Minas
7. Invernaderos
8. Fábricas de ladrillos
9. Fábricas de cerámica
10. Fábricas de cemento
11. Fábricas de conservas
12. Espacios confinados
13. Bomberos
14. Maquinistas

Trabajos al aire libre
- Construcción (edificación)
- Construcción (obra pública)
- Agricultura
- Ganadería
- Limpieza Pública
- Bomberos
- Maquinistas

Como responsables de la Vigilancia de la Salud de nuestras empresas, debemos informar y educar en la salud, inculcando medidas preventivas generales tanto para empresarios como para trabajadores.
Los empresarios deben:
- Informar y formar a los trabajadores sobre los riesgos que entraña el calor.
- Cuidar de la aclimatación de los trabajadores al calor
- Adaptar los ritmos de trabajo.
- Disponer de sitios de descanso frescos.
- Proporcionar agua fresca abundante.
- Modificar los procesos de trabajo, para reducir la emisión de calor, la humedad y el esfuerzo físico.
- Proporcionar si es posible ayuda mecánica.
- Reducir la temperatura en interiores.
- Facilitar la ventilación natural.
- Organizar el trabajo para reducir el tiempo o la intensidad a la exposición.
- Establecer pausas durante la jornada según las necesidades.
- Garantizar la vigilancia de la salud de los trabajadores específica a los riesgos.
- Fomentar el uso de prendas adecuadas: pantalones, camisa, sombrero de ala ancha.

Asimismo los empresarios deben tener en cuenta medidas organizativas:
- Atendiendo las previsiones meteorológicas.
- Alternando tareas pesadas con otras menos intensas.
- Propiciando la rotación de trabajadores.
- Modificando horarios aprovechando las horas menos calurosas.

Los trabajadores deben:
- Informar a sus superiores de su aclimatación al calor.
- Adaptar el ritmo de trabajo a su tolerancia al calor.
- Descansar en lugares frescos durante los descansos.
- Beber agua con frecuencia, incluso sin tener sed.
- Evitar comidas copiosas.
- Evitar el consumo de alcohol y drogas.
- Acudir al trabajo habiendo descansado lo mejor posible.
- Utilizar ropa de trabajo adecuada.

## Vigilancia de la salud
Deben tenerse en cuenta las características de los trabajadores prestando atención a los “Especialmente Sensibles”, definiendo a este colectivo como aquellos que tengan una particular sensibilidad, a determinados riesgos, por causa de sus características personales o estado biológico conocido, incluidos aquellos que tengan reconocida la situación de discapacidad física, psíquica o sensorial.
Se consideran trabajadores especialmente sensibles, entre otros, en relación con el calor los siguientes:
- Mayores de 50 años
- Obesos
- Hipertensos
- Patologías Cardiorrespiratorias
- Diabéticos
- Epilépticos
- Mujeres embarazadas
- Patología psiquiátrica
- Consumo de alcohol

Los sanitarios deben valorar el estado de salud de los trabajadores expuestos al calor:
- Estudiando sus patologías previas.
- Conociendo la medicación que toman.
- Realizando una analítica suficientemente.
- Sometiéndoles a una exploración exhaustiva.
- Practicando las pruebas complementarias que procedan (ECG, Espirometría)
- Valorando si las condiciones del puesto suponen un riesgo importante para su salud.
- Determinando si son aptos para realizar su trabajo.
- Estimando si son susceptibles de un cambio de puesto.

Trabajadores de distintas actividades, agrícolas, trabajadores en espacios confinados, trabajadores de la limpieza pública, etc., han perdido la vida mientras realizaban su trabajo soportando temperaturas extremas, no teniendo la certeza de que se hubiera valorado suficientemente, el riesgo de estrés térmico, sus patologías previas, sus medicaciones, etc., que quizá podrían haber evitado, un accidente grave o un desgraciado desenlace.

## Aire acondicionado
El aire acondicionado mal regulado puede ocasionar contractura muscular por chorros de aire mal focalizados y episodios de asma, alergia y rinitis. 
Asimismo, es importante que se renueve el aire, no la simple recirculación del mismo. Es conveniente que se limpien las conducciones de aire y se han de sustituir los filtros.

## Normativa

### España
El Real Decreto 486/1997 establece que las temperaturas que deben de tener los centros de trabajo ha de estar comprendida entere 17 y 27 °C.

#### Guías técnicas
La Guía Técnica relativa a las pantallas de visualización de datos, desarrolla el Real Decreto y establece los siguientes valores:
- En verano: de 23 a 26 °C.
- En invierno: de 20 a 24.